# 内川駅
座標: 北緯49度12分13秒 東経142度53分25秒 / 北緯49.20361度 東経142.89028度
内川駅（ないかわえき）は、かつて樺太敷香郡内路村に存在した三井鉱山内川炭鉱軌道の駅である。

## 歴史
- 1928年：敷香駅 - 当駅間の建設開始。
- 1934年：三井鉱山内川炭鉱軌道開業に伴い駅設置[1]。
- 1936年7月：旅客営業開始[2]。
- 1945年8月：ソ連軍が南樺太へ侵攻、占領し、駅も含め全線がソ連軍に接収される。
- 1946年4月1日：ソ連国鉄に編入。ロシア語駅名は「チフメネヴォ」。
- 1995年：廃止。

## 駅名の由来
当駅の所在する地名による。内川は元は「チョロナイ」という地名であり、その由来はアイヌ語の「チョリャ・ナイ」（我々が越年する川）で、これが転訛したものである。

## 隣の駅
- 三井鉱山内川炭鉱軌道
  - 中敷香駅 - 内川駅